# Penicillium abidjanum
Penicillium abidjanum är en svampart som beskrevs av Stolk 1968. Penicillium abidjanum ingår i släktet Penicillium och familjen Trichocomaceae.   Inga underarter finns listade i Catalogue of Life.